# Адам Загаевски
А̀дам Загаѐвски (на полски: Adam Zagajewski) е полски поет, есеист, прозаик, представител на поколението от Новата вълна (Nowa Fala), подписал „Писмото на 59-ата“ (1975), от 1976 г. му е наложена цензура, през 1982 – 2002 г. е емигрант във Франция, от 1983 г. е редактор на „Zeszyty literackie“, лауреат на Наградата на Фондация „Кошчелски“ (1975), Международна литературна награда „Нойщат“ (2004), Награда на принцесата на Астурия (2017), член на Полския съюз на писателите от 1973 до 1983 г., член на Полския ПЕН Клуб от 1979 г., член на Polska Akademia Umiejętności, преподавател, преводач.

## Биография

### Произход и образование
Адам Загаевски е роден на 21 юни 1945 г. в град Лвов, в семейството на Людвика (с моминско име Турска) и Тадеуш Загаевски. Малко след раждането му семейството се мести в Гливице, където поета израства. През 1963 г. завършва средно образование в Пети общообразователен лицей „Анджей Струга“, след което заминава за старата столица Краков. Там постъпва като студент в Ягелонския университет. През 1968 г. защитава магистърска теза по психология, а две години по-късно и по философия. Впоследствие започва работа като асистент в Института за социални науки към Университета по минно дело и металургия в Краков.

### Несъгласие с властта и опозиционна дейност
През 1968 г. Загаевски става съосновател на поетичната група „Сега“ (на полски: Teraz), повлияна силно от мартенските събития в страната. През 1974 г. в съавторство с Юлиан Корнхаузер публикува манифеста на поетичната формация „Нова вълна“ – „Непредставеният свят“ (на полски: Świat nie przedstawiony). Несъгласен с проекта за конституционни промени на ПОРП, през декември 1975 г. Загаевски слага подписа си под „Мемориал 59“, протестно писмо на 101 интелектуалци. В резултат на това творчеството му е забранено за издаване от властите в страната.

## Първи стъпки
Заедно с други поляци, изселени от Лвов след Втората световна война, през 1945 г. неговото семейство пристига в Гливице. Тук завършва V Общообразователна гимназия. Следва Психология и философия в Ягелонския университет. Свързан с поетическото движение Нова вълна в Краков. Преподава философия (функционираща официално в тогавашните програми на висшите училища като въведение в марксизма-ленинизма) в Минно-металургичната академия „Станислав Сташиц“.
Произлиза от краковската група „Teraz“ (Сега). След като подписва „Писмото на 59-ата“, бива забранен за издаване. През 1978 г. подписва декларация за създаването на Дружество за научни курсове, в което е и преподавател. От 1981 г. живее в Париж, а от 2002 г. се мести за постоянно в Краков. Член на редакцията на „Zeszyty literackie“. Лауреат на наградите Виленица през 1996 г. и Литературна награда на Фондация Аденауер през 2002 г. Член е на Дружеството на полските писатели. Провежда поетически кръжоци в Ягелонския университет в Краков. Преподава в Committee on Social Thought на университета в Чикаго и като гост-професор на университета в Хюстън.

## Творчество
Загаевски прави своя литературен дебют през 1967 г. с публикуването на стихотворението „Музика“ (на полски: Muzyka) в списание „Жѝче Литера̀цке“ (на полски: Żicie Literackie). През 1972 г. излиза „Съобщение" (на полски: Komunikat), дебютния сборник със стихове на поета.
Характерна за неговото творчество е употребата на бял и свободен стих. Определя поезията като изкуство за представяне и стилизиране на мисловната дейност. Противно на разпространеното постмодернистично схващане смята, че не начинът на оформяне, а смисълът е най-важен за поезията. Затова в поезията на Загаевски почти няма употреба на безсъюзие (асиндетон), неологизми и изразни трансформации. В неговата поезия важна роля играе тайната, вплетена в преживяването на настоящето. Далеч от традицията да превежда музиката в стих, той се занимава изключително само с нейния смисъл, често стараейки се да изрази не самата музикална творба, а чертите на тази творба. Привърженик е на Шопен, Бах, Шостакович и Малер.

### Поезия
- Komunikat, Kraków: Wydawnictwo Literackie, 1972.
- Sklepy mięsne, Kraków: Wydawnictwo Literackie, 1975.
- Wiersze, Warszawa, 1976.
- List, Poznań: Witryna Poetycka OKS „Od Nowa“, 1978; Kraków: Krakowska Oficyna Studentów KOS, 1979 (разширено издание с въведение на Тадеуш Ничек).
- List. Oda do wielości, Nowe wiersze (самиздат), Kraków: Półka Poetów, 1982; Paris: Instytut Literacki, 1983.
- Petit (самиздат), Słowo, 1983.
- Jechać do Lwowa i inne wiersze (с рисунки на Юзеф Чапски), London: Aneks, 1985; (самиздат) Margines (Oficyna Literacka), 1986; Droga, 1986; Fundacja Zeszytów Literackich, 2009, ISBN 978-83-60046-07-4.
- Nowe wiersze (самиздат), Świt, 1985.
- Płótno, Paris: Zeszyty Literackie, 1990; Warsaw: Fundacja Zeszytów Literackich, 2002, ISBN 83-911068-8-8.
- Dzikie czereśnie (избрани стихотворения), Kraków: Znak, 1992, ISBN 83-7006-256-3.
- Ziemia ognista, Poznań: a5, 1994, ISBN 83-85568-09-3.
- Późne święta (избрани стихотворения), Warsaw: Państwowy Instytut Wydawniczy, 1998, ISBN 83-06-02672-1.
- Trzej aniołowie. Three Angels (избрани стихотворения, двуезично издание), Kraków: Wydawnictwo Literackie, 1998, ISBN 83-08-02780-6.
- Финал на Литературната награда „Нике“ за W cudzym pieknie (1999)
- Финал на Литературната награда „Нике“ за Pragnienie (2000)
- Pragnienie, Kraków: a5, 1999, 2000, 2001, ISBN 83-85568-43-3.
- Powrót, Kraków: Znak, 2003, ISBN 83-240-0339-8.
- Краковска книга на месеца за Powrót (2003)
- Mistyka dla początkujących / Mystique pour débutants (избрани стихотворения, двуезично издание), Kraków: Wydawnictwo Literackie, 2005.
- Anteny, Kraków: a5, 2005, ISBN 83-85568-75-1.
- Номинация за Шльонската литературна награда за Anteny (2006)
- Номинация за Литературната награда „Нике“ за Anteny (2006)
- Niewidzialna ręka, Kraków: Znak, 2009, ISBN 978-83-240-1246-6.
- Wiersze wybrane, Kraków: a5, 2010, ISBN 978-83-61298-17-5.
- Литературна награда „Айхендорф“ (2014)

- Номинация за Поетическата награда „К. И. Галчински“ за Asymetria (2015)
- Номинация за Литературната награда „Нике“ за Asymetria (2015)
- Jean Amery Preis за есета (2016)
- Griffin Prize за цялостно творчество (2016)

### Проза

#### Романи и повести
- Ciepło, zimno, Warsaw: Państwowy Instytut Wydawniczy, 1975.
- Słuch absolutny, Kraków: 1979; b.m.w.: 1983.
- Cienka kreska, Kraków: Znak, 1983, ISBN 83-7006-088-9.

#### Есета
- Świat nie przedstawiony / The Unpresented World (литературни скици, съвместно с Юлиан Корнхаузер), Kraków: Wydawnictwo Literackie, 1974.
- Drugi oddech (литературни скици), Kraków: Znak, 1978.
- Solidarność i samotność, Paris: Zeszyty Literackie, 1986; (samizdat) Margines (Oficyna Literacka), 1986; Fundacja Zeszytów Literackich, 2002.
- Dwa miasta, Paris-Kraków: Biblioteka Zeszytów Literackich-Oficyna Literacka, 1991, ISBN 83-85158-33-2; Lublin: Wydawnictwo UMCS, 2001, ISBN 83-227-1664-8; Warsaw: Fundacja Zeszytów Literackich, 2007, ISBN 83-60046-65-4.
- W cudzym pięknie, Poznań: a5, 1998, 2000, 2001, ISBN 83-85568-37-9.
- Obrona żarliwości, Kraków: a5, 2002, ISBN 83-85568-57-3.
- Poeta rozmawia z filozofem, Warsaw: Fundacja Zeszytów Literackich, 2007, ISBN 978-83-60046-85-2.

### Издания на български
- Из живота на предметите: Избрани стихотворения, изд. „Анго бой“ София (1996), 47 с. ISBN 954-8786-16-8 (прев. Силвия Борисова)[4]
- Трима полски поети: Чеслав Милош, Збигнев Херберт, Адам Загаевски, изд. „Анго бой“ София (1998), 78 с. ISBN 954-8786-59-1 (прев. Николай Кънчев)[5]
- Невидима ръка: Избрани стихотворения, изд. „ДА“ София (2015), 112 с. ISBN 978-619-7082-15-9 (прев. Силвия Борисова)[6]

## Награди (подбор)
- Награда на Фондация „Кошчелски“ (Швейцария, 1975) – присъдена за творбата „Непредставеният свят“, Женева.[7]
- Литературна награда „Тухолски“ (Швеция, 1985) – присъдена от шведския ПЕН клуб.[8]
- Награда „Анджей Кийовски“ (Полша, 1986) – присъдена от Комитета за независима култура, Варшава.[9]
- „Prix de la Liberté“ (Франция, 1987) – присъдена от френския ПЕН клуб.[10]
- Литературна награда на Фондация „Алфред Южиковски“ (САЩ, 1988), Ню Йорк.[11]
- Литературна награда „Зигмунт Херц“ (Франция, 1993) – присъдена от списание „Kultura“, Париж.[12]
- Международна литературна награда „Виленица“ (Словения, 1996) – присъдена от Съюза на словенските писатели.[13]
- Награда „Тумас Транстрьомер“ (Швеция, 2000) – присъдена от град Вестерос.[14]
- Награда на Фондация „Владислав и Нели Тужански“ (Канада, 2001) – присъдена за изключителни постижения в областта на полската култура, Торонто.[15]
- Поетична награда „Хорст Бинек“ (Германия, 2002) – присъдена от Баварската академия за изящни изкуства, Мюнхен.[16]
- Литературна награда на Фондация „Конрад Аденауер“ (Германия, 2002) – присъдена за цялостно творчество, Ваймар.[17]
- Международна литература награда „Нойщад“ (САЩ, 2004) – присъдена от Оклахомския държавен университет съвместно със списание „World Literature Today“.[18]
- Европейска поетична награда (Италия, 2010) – присъдена от Фондация „Касамарка“, Тревизо.[19]
- Доктор хонорис кауза на Ягелонския университет (Полша, 2012).[20]
- Международна литературна награда „Жонгкун“ (Китай, 2013) – присъдна от Поетичната фондация „Жонгкун“ в сътрудничество с Института за поетични изследвания на Пекинския университет.[21]
- Награда „Хайнрих Ман“ (Германия, 2015) – присъдена от Берлинската академия на изкуствата.[22]
- Награда „Ян Парандовски“ (Полша, 2015) – присъдена от полския ПЕН клуб.[23]
- Международна награда за цялостно творчество (Италия, 2015) – присъдена от поетичния фестивал в град Четона, Тоскана.[24]
- Наградата за европейска есеистика „Жан Амери“ (Австрия, 2016).[25]
- Награда „д-р Леополд Лукас“ на Университета в Тюбинген (Германия, 2016) – присъдена за изключителни постижения в областта на теологията, историята на интелектуалните направления, историческите изследвания и философията.[26]
- Международна поетична награда „Грифин“ (Канада, 2016) – присъдена за цялостно творчество.[27]
- Почетен знак от Университета в Урбино (Италия, 2016).[28]
- Международна поетична награда „Янус Панониус“ (Унгария, 2016) – присъдена от унгарския ПЕН клуб в Печ.[29]
- Награда на принцесата на Астурия (Испания, 2017)[30]

## Ордени и отличия
- Командорски кръст на Ордена на Възраждане на Полша – 2012 г. за изключителни постижения в творческата дейност, както и за публицистичната и издателска дейност, за заслуги в популяризирането на литературата
- Офицерски кръст на Ордена на Възраждане на Полша – 2007 г.
- Бронзов кръст за заслуги – 1998 г.
- Златен и бронзов медал за „Заслуги в културата Gloria Artis“ – 2005 г.
- Кавалер на Ордена на почетния легион (Франция) – 2016 г. за разпространение на ценностите, които Франция защитава.

## Личен живот
Внук на Карол Загаевски, учител и ръководител на Лвовския училищен окръг преди 1939 г. Син на Тадеуш Загаевски и съпруг на актрисата и преводач Мая Водецка. Заедно със съпругата си се връщат в Полша през 2002 г. Живеят в Краков.